# Sikorsky Aircraft

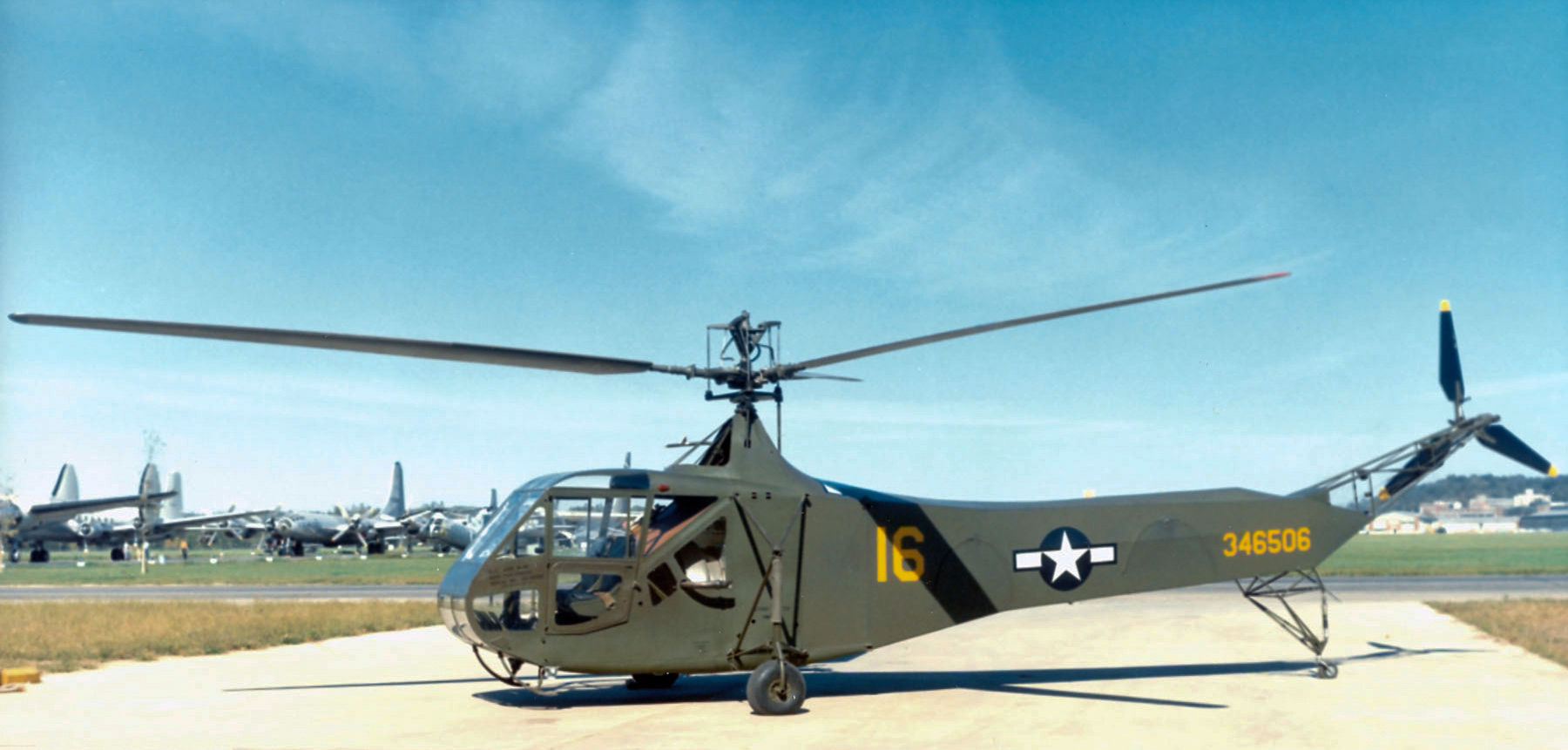
Der Sikorsky R-4 gilt als erster amerikanischer Serienhubschrauber, eingesetzt ab 1942 von den United States Army Air Forces

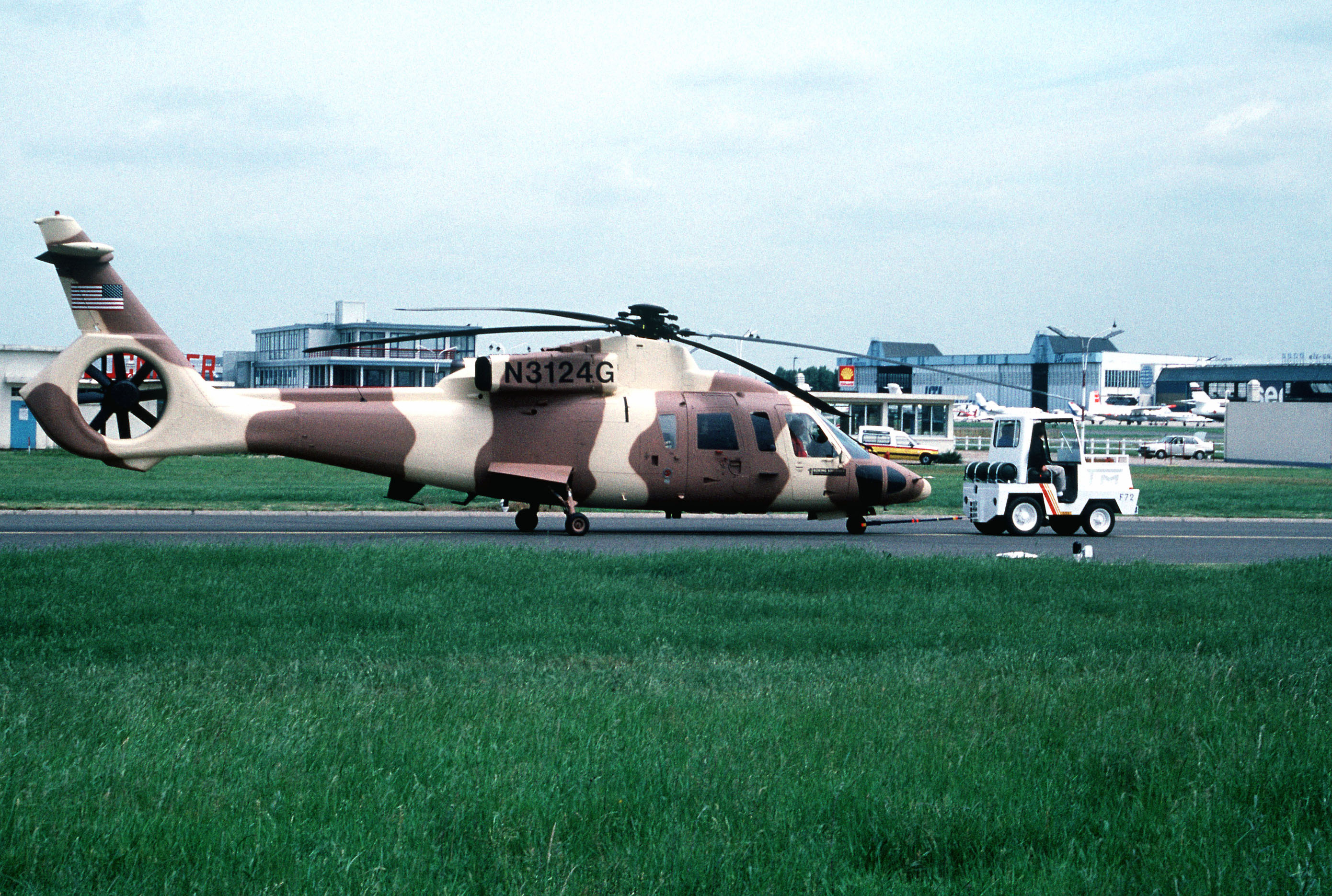
Eine Sikorsky S-76B auf der Pariser Luftfahrtschau 1991

Die Sikorsky Aircraft Corporation ist ein US-amerikanisches Unternehmen in Stratford (Connecticut), das Hubschrauber, Drohnen und Flugzeuge produziert.

## Geschichte

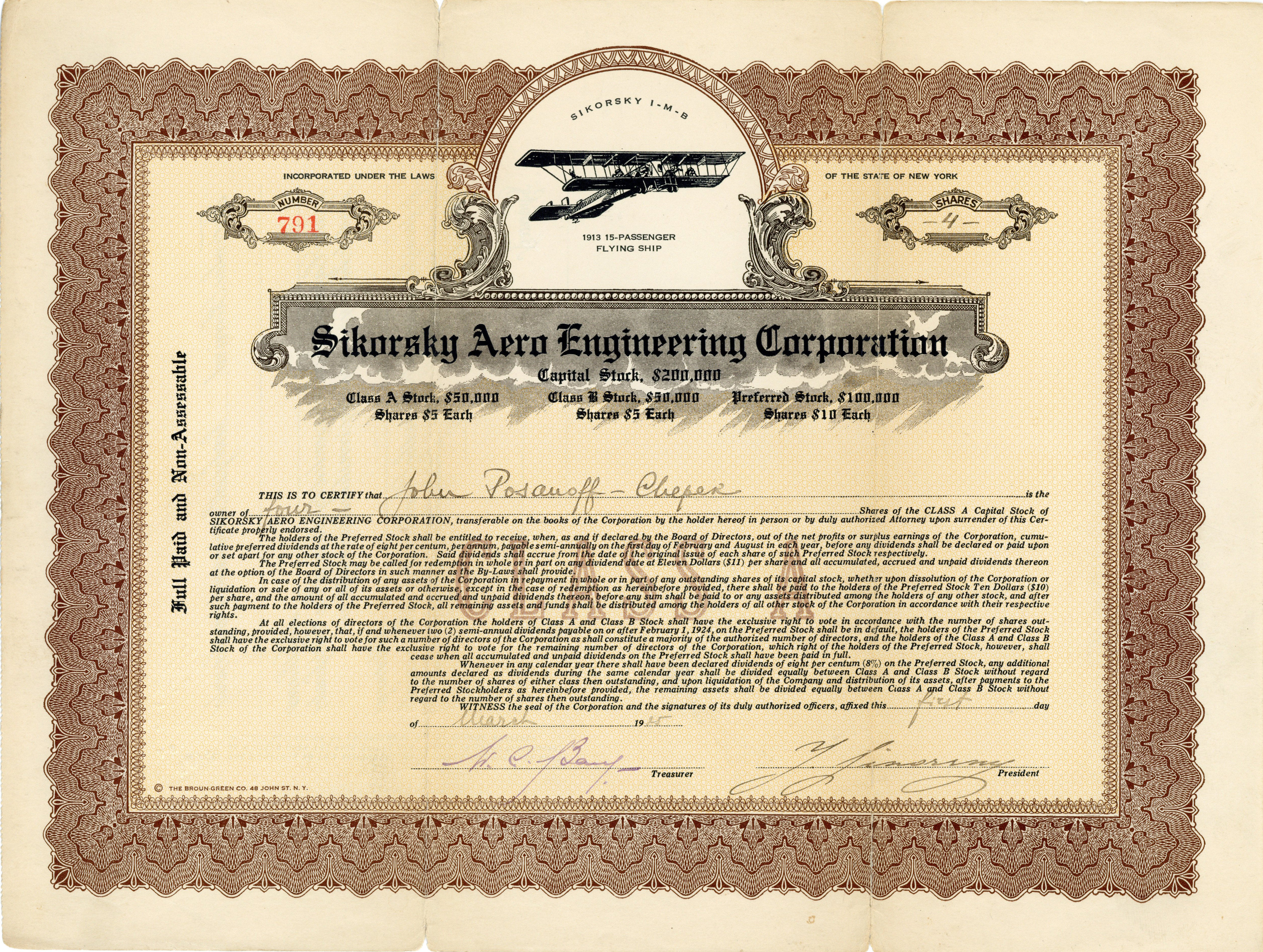
Aktie der 1923 gegründeten Sikorsky Aero Engineering Corporation, ausgegeben am 1. März 1925, im Original unterschrieben von Igor Sikorsky als Präsident

Gründer war Igor Iwanowitsch Sikorski aus dem russischen Kaiserreich, geboren 1889 in Kiew. Er konstruierte eine Reihe von Flugzeugen, die unter anderem auf russischer Seite im Ersten Weltkrieg eingesetzt wurden. Nach der Oktoberrevolution reiste er 1919 zu einer Studienarbeit in die USA, entschied sich, als Auswanderer dort zu bleiben und gründete 1923 das Unternehmen. In den 1930er Jahren entstanden einige bekannte Flugzeugkonstruktionen, so beispielsweise die Sikorsky S-42, die Pan Am in ihrer berühmten Clipper-Reihe einsetzte. Sikorski konzentrierte sich dann Ende der 1930er-Jahre auf die Konstruktion von Hubschraubern und gilt als eigentlicher Hubschrauber-Pionier; unter anderem geht die verbreitete Heckrotor-Konfiguration wesentlich auf ihn zurück. 1942 brachte Sikorsky mit dem Sikorsky R-4 den ersten in Serienproduktion gefertigten Einzelrotoren-Hubschrauber auf den Markt.
Das Unternehmen wurde 1929 Teil der United Aircraft and Transport Corporation. Mit der Zerschlagung der Holding im Jahr 1934 wurde Sikorsky Teil der United Technologies Corporation (UTC) und gehört nach wie vor zu den führenden Herstellern von Hubschraubern. Anfang 2015 gab die UTC bekannt, einen Verkauf von Sikorsky zu prüfen. Interesse bekundeten unter anderem Airbus Helicopters, Boeing, Lockheed Martin und der Textron-Konzern, dieser besitzt bereits den Konkurrenten Bell Helicopter. Ein Verkauf an Airbus Helicopters wurde von der Presse und von Insidern von Anfang an als unwahrscheinlich eingestuft, da dieses Unternehmen im Gegensatz zu den anderen Interessenten nicht US-amerikanisch ist. Am 20. Juli 2015 gab Lockheed Martin bekannt, den Zuschlag erhalten zu haben. Man zahlte nach eigenen Angaben 9 Milliarden USD (beziehungsweise 7,1 Milliarden US-Dollar unter Berücksichtigung der Steuervorteile).

## Preis für Muskelkraft-Hubschrauberflug
Der AHS-Sikorsky-Preis der American Helicopter Society von 25.000 USD wurde 2010 von Sikorsky Aircraft auf 250.000 USD erhöht und 2013 schließlich vom kanadischen AeroVelo-Projektteam mit dem Muskelkrafthubschrauber AeroVelo Atlas gewonnen.

## Produkte

### Hubschrauber
Das Unternehmen fertigt Produkte für den zivilen (z. B. S-92, S-76) und militärischen (z. B. UH-60 Black Hawk, CH-53 Stallion) Bereich. Neuestes Modell dieser Serie ist der CH-53K King Stallion für das United States Marine Corps. Am 16. Mai 2018 wurde die erste Maschine an das US Marine Corps ausgeliefert.

### Flugzeuge
Nach dem Ankauf von Schweizer Aircraft Corporation 2004 fertigt Sikorsky auch wieder Flugzeuge. Im Februar 2011 gab Sikorsky bekannt, Anteile an dem Unternehmen Eclipse Aerospace übernommen zu haben, um die Fertigung des Very Light Jet Eclipse 500 wieder aufzunehmen.
Seit der Übernahmen der polnischen PZL Mielec werden deren Modelle M18 und M28 angeboten.